# Jaqueta

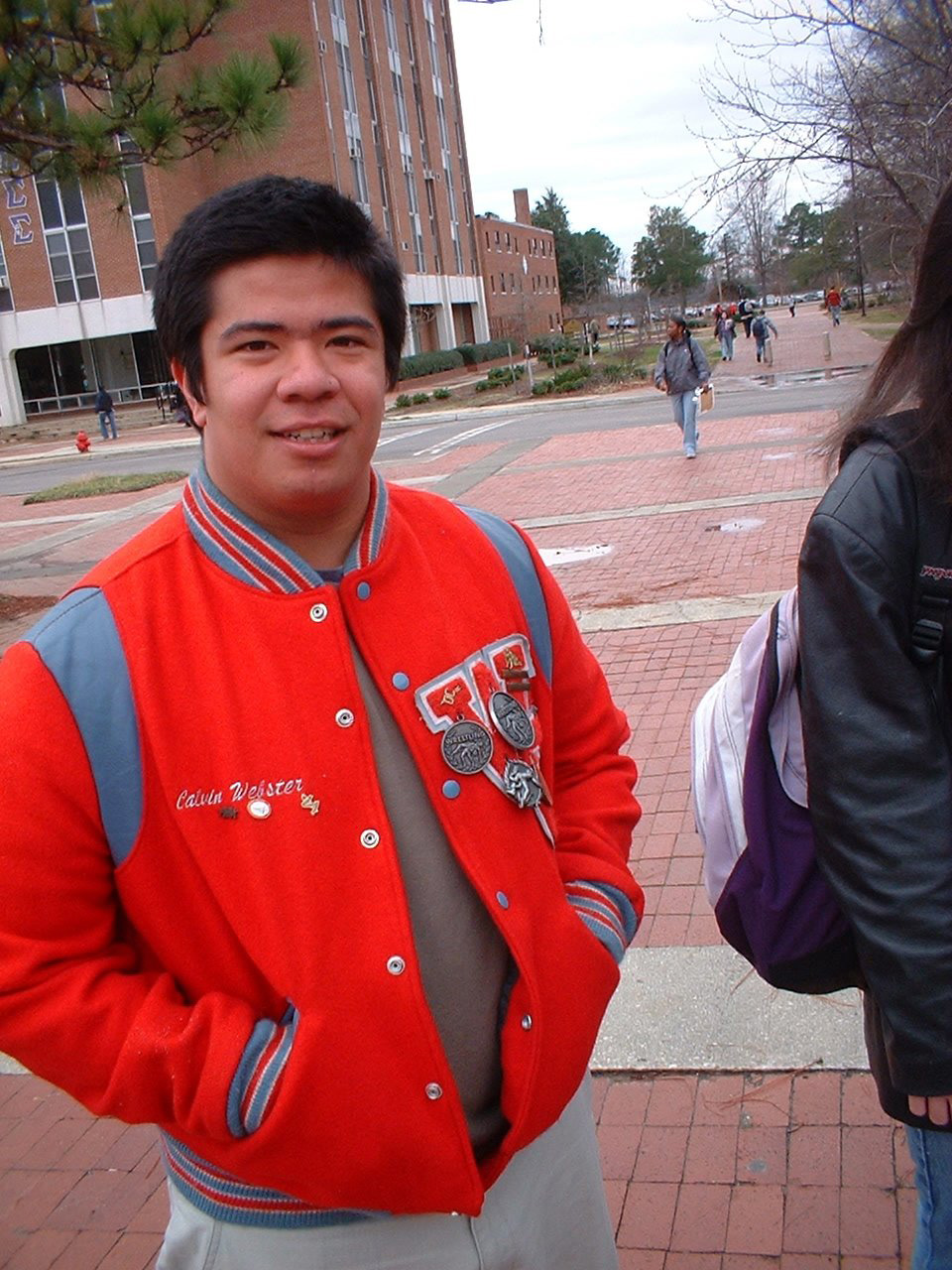

Jaqueta é uma espécie de casaco mais curto, aberto à frente e que bate à altura da cintura.